# Cortes de Monzón (1585)
Las Cortes de Monzón de 1585 fueron presididas por el rey Felipe II y tuvieron lugar a lo largo del segundo semestre de 1585.

## Cortes generales de la Corona de Aragón
Fueron convocadas en Zaragoza el 30 de marzo de 1585 para abrirse el 20 de mayo siguiente en Monzón, pero se fueron prorrogando hasta el 28 de junio. Fue jurado como sucesor el príncipe Felipe: el 7 de noviembre por los valencianos, el día 9 por los aragoneses y el 14 por los catalanes.

## Desarrollo particular de las Cortes valencianas
Se prorrogaron para los valencianos para el 26 de noviembre manteniéndose en Monzón. El rey recibió 100 000 libras y a cambio hizo un perdón general por cierta clase de delitos.

## Desarrollo particular de las Cortes catalanas
Una vez clausuradas la Cortes valencianas, se trasladó el rey a Binéfar a causa de una epidemia de tabardillo en Monzón, donde se abrieron las Cortes para los catalanes el día 5 de noviembre. 
El gran distanciamiento en la celebración de las Cortes, tenían actividad otras instituciones para el funcionamiento político, y así someter cada vez más las Juntas de Brazos, que se reunieron en el mismo Casa de la Diputación y supusieron una ampliación de la representación social importante aunque desordenada. Este nuevo papel de los estamentos en el refuerzo y control de la Generalidad, que neutralizaba en parte los efectos del sistema insaculatorio, fue consolidado en la Corte de 1585 con la formalización de las divuitentas o comisiones mixtas de seis miembros por brazo, emanadas de la Junta de Brazos con el objetivo de ejecutar las decisiones políticas sobre el asunto que había motivado la convocatoria de la asamblea. Esta estructura de acción política permitió la participación de más de 600 personas en el trienio 1587-1590.
Estas Cortes no fueron diferentes porque fracasó en la aplicación de los mecanismos de la Observanza, aprobados un siglo antes y, a pesar de las múltiples contrafacciones cometidas por los oficiales reales, los representantes del Consejo de Ciento se quejaron de que la Real Audiencia de Cataluña nunca había condenado a ninguna cabeza oficial y afirmaba que el manatenimiento de la Constitución de la Observanza en los mismos términos era la destrucción de Cataluña.
En cuanto a la política financiera, y delante del creciente endeudamiento de la Generalidad, se decidió la aplicación de un concierto con los deudores para conseguir un retorno progresivo. La presión fiscal se hizo más fuerte con los que estaban fuera del concepto incrementándoles las expropiaciones y, paralelamente, las agresiones y asesinatos de oficiales a cargo de las expropiaciones. También se crearon tablas de recaptación en Bagur y Vendrell.
Esta bonanza financiera había traído los últimos años un sistema generoso de revisión salarial de los oficiales. En estas Cortes se aprobó limitar esta práctica.
El rey recibió 500 000 libras y clausuró las Cortes el día 9 de noviembre.
La publicación de las constituciones aprobadas en estas Cortes no apareció hasta mayo de 1586. Al retardo injustificado se sumó el escándalo de la manipulación que había sufrido respecto a los acuerdos tomados. En la documentación envidada por las autoridades reales para ser impresa carecían las actas relativas al Santo Oficio, la Capitanía General, el comercio de caballos y se había añadido una de nueva relativa al aumento salarial del Consejo Real. Detrás de esta manipulación se identificó la intervención de Joan de Queralt i de Ribes, diputado del brazo militar de tendencias monárquicas que sería juzgado por un séquito de acusaciones de soborno, trato de favor y manipulación de documentos públicos aunque posteriormente fue eximido por la Real Audiencia.

### Asistentes

#### Brazo Eclesiástico
Presidente del Brazo Eclesiástico
- Joan Dimas Loris, obispo de Barcelona

Diputados del Brazo Eclesiástico
- Miquel d'Aimeric i de Codina, abad de Santa María de Lavaix
- Jaume Caçador i Claret, obispo de Gerona
- Joan Baptista Cardona, obispo de Vich
- Andreu Capella, prior de Escaladei
- Onofre Pau Cellers, síndico del Capítulo de Barcelona
- Jaume Coma, síndico del Capítulo de Vich
- Hug de Copons, prior de Cataluña
- Lluís Esquerrer, procurador de la diócesis de Urgel
- Francesc Gomis, procurador del monasterio de Sant Llorenç del Munt
- Agustí Guallart, abad de Santa María de Gerri y procurador de Santa María de Serrateix
- Ignasi Guitérrez, abad de Bellpuig de las Avellanas
- Onofre Masdemont, síndico del Capítulo de Elna
- Sebastià Moles, síndico del Capítulo de Urgel
- Francesc Oliver de Boteller, abad de Poblet
- Rafael d'Oms, síndico del Capítulo de Tarragona
- Paulo Pla, abad de San Pedro de Galligans
- Esteve Puig, abad de la Real
- Ferran Quintana, vicario general de la diócesis de Tortosa y procurador de la diócesis de Urgel
- Baltasar de Rajadell, síndico del Capítulo de Lérida
- Jaume Reig, vicario general de la archidiócesis de Tarragona
- Miquel Sobraries, abad de San Felíu de Guixols
- Jeroni Terça, síndico del Capítulo de Tortosa
- Joan Terès i Borrull, obispo de Elna
- Pere Tomàs, síndico del Capítulo de Gerona
- Blai Torner, procurador del Monasterio de Santes Creus

## Desarrollo particular de las cortes aragonesas
Estando el rey en Binéfar, se abrieron las cortes para los aragoneses el día 9 de noviembre. El rey obtuvo 400 000 libras jaquesas y clausuró las cortes el 4 de diciembre de 1585.
| Predecesor: Cortes de Monzón (1563)           | Cortes Generales de la Corona de Aragón 1585 | Sucesor: -                          |
| Predecesor: Cortes de Monzón (1563)           | Cortes del Reino de Aragón 1585              | Sucesor: Cortes de Tarazona (1592)  |
| Predecesor: Cortes de Monzón-Barcelona (1563) | Cortes Catalanas 1585                        | Sucesor: Cortes de Barcelona (1599) |
| Predecesor: Cortes de Monzón (1563)           | Cortes del Reino de Valencia 1585            | Sucesor: Cortes de Valencia (1604)  |